# Ignatki-Osiedle
Ignatki-Osiedle – wieś w Polsce położona w województwie podlaskim, w powiecie białostockim, w gminie Juchnowiec Kościelny.
W latach 1975–1998 miejscowość należała administracyjnie do województwa białostockiego.
Dawne nazwy: Ignateczki, Ichnatki
Miejscowość jest siedzibą parafii św. Jana Pawła II. W strukturze kościoła rzymskokatolickiego parafia należy do metropolii białostockiej, archidiecezji białostockiej, dekanatu Białystok - Nowe Miasto.

## Historia
W dokumencie rozgraniczenia Horodnian z 1533 roku wspomniane jest gospodarstwo Ihnata Jakubielika, od którego powstała prawdopodobnie nazwa Ignatki. Obok Ihnatowej zagrody była usytuowana Ostra Górka, a na niej mogiłki. W sąsiedztwie siedziby dworskiej, na pagórku, do dzisiaj znajdują się groby rodziny Miciełowskich. To owa Ostra Górka.
Do końca XVIII wieku Ignatki należały do Horodnian. W 1704 Michał Horodziński, syn Samuela, i jego żona Katarzyna Siekierska, córka Wojciecha, sprzedali Ignatki. W drugiej poł. XVIII Ignatki posiadały kilku właścicieli. Część dóbr posiadali Orsetti, a później Ignatki ok. roku 1800 były własnością Ludwika Rabeckiego.
Po 1863 roku Ignatki były w rękach Rosjan.
W latach osiemdziesiątych XIX wieku właścicielką była Luba Reinhard, a przed 1894 Ignatki stały się własnością Miciełowskich. W końcu XIX wieku Miciełowscy przeprowadzili regulację rzeki, wykopali trzy stawy i nad rzeką Horodnianką wznieśli młyn wodny. Przebudowali kompozycję dworską. Mieciełowscy posiadali Ignatki do II wojny. W latach trzydziestych właścicielem wsi był Borys Miciełowski,aresztowany we wrześniu 1939 roku przez NKWD i prawdopodobnie zgładzony po wywiezieniu w głąb ZSRR.Spadkobiercy żyją do dziś w Polsce.
W latach 1939–1941 nowym użytkownikiem Ignatek było "Prisobnoje Chozjajstwo Wojennogo Wojentorga".
Po wojnie w Ignatkach był PGR, następnie Państwowe Gospodarstwo Ogrodnicze.